# Saucony
 (mars 2014).
Saucony est un fabricant américain de chaussures et de vêtements de sport. La société est une filiale de Wolverine World Wide (en). Saucony est principalement connu dans le milieu de l'athlétisme.

## Histoire
La première usine de l'entreprise fut fondée en 1898 à Kutztown en Pennsylvanie, sur les hauteurs des rives du Saucony Creek du nom du ruisseau le long duquel s'installa la première usine.
En 1910, un immigrant russe Cobbler Abraham Hyde créa une usine de fabrication de chaussures à Cambridge dans le Massachusetts sous le nom de Hyde Athletic Industries. Avec les années, Hyde fit sa renommée dans la fabrication de vêtements de sport et pris les sociétés SpotBilt et PF Flyers. Hyde racheta la société Saucony à la fin des années 1960 et transféra l'usine à Cambridge. En 1998 lorsque Saucony devint la marque phare de Hyde, le nom de l'entreprise fut officiellement changé de Hyde Athletic Industries en Saucony.
En juin 2005, la Stride Rite Corporation (créateur de chaussures Keds, Sperry Top-Side et autres marques) annonça un accord pour acquérir Saucony. Les deux entreprises sont basées à Lexington dans la banlieue de Boston. Stride Rite fut rachetée par Payless Shoe Source en 2007.
Le logo de la marque Saucony représente le courant du ruisseau le Saucony Creek et les rochers couchés dans son lit.
En 2012, Saucony, Keds, Stride Rite et Sperry Top-Side devinrent des filiales de Wolverine World Wide, à la suite d'un accord avec Blum Capital Partners et Golden Gate Capital, lesquels ont acquis le groupe Performance Group de Collective Brands pour 1,23 milliard de dollars.
C'est à partir des années 2015 que la marque se distingue sur la culture streetwear. Auparavant connue pour réaliser des baskets d'exceptions, Saucony se détache de son image de l'époque et se convertit fréquemment aux influences des grandes enseignes Nike, Adidas, New Balance. Au-delà de la production de chaussure de course à pied reconnue, la marque élargit sa gamme de produit avec de nouvelles sneakers très proches de modèles urbains.

## Galerie de photos

Animation Saucony

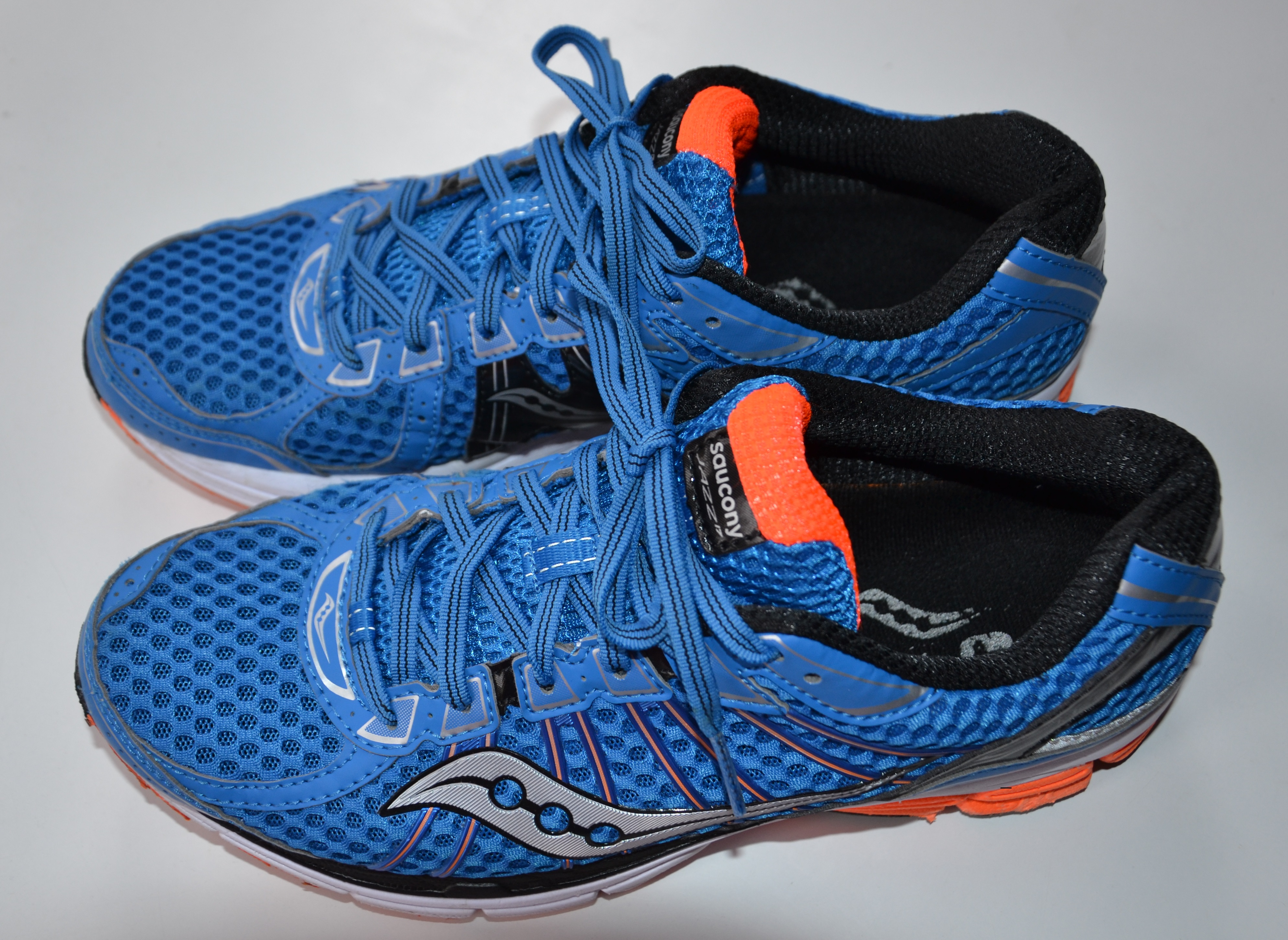
Une paire de Saucony
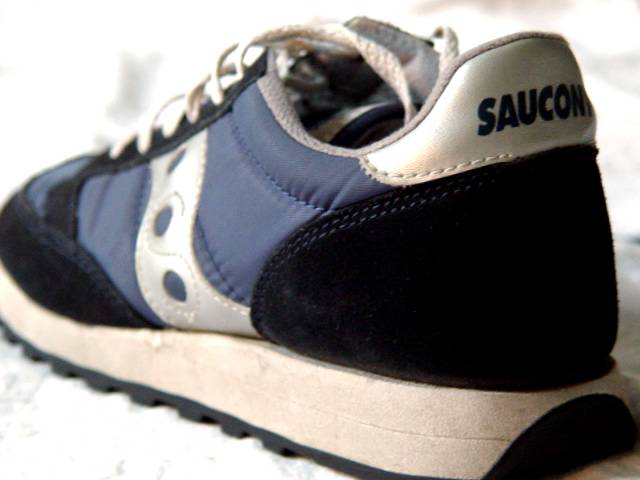